# Girona
Girona (katalánská výslovnost: [ʒiˈɾonə], španělsky: Gerona [xeˈɾona]) je hlavní město provincie Girona v autonomním společenství Katalánsko ve Španělsku. Leží na soutoku řek Ter, Onyar, Galligants a Güell. V roce 2020 mělo město oficiálně 103 369 obyvatel, přičemž populace městské oblasti Girona–Salt byla odhadována na přibližně 156 400 obyvatel. Girona je zároveň hlavním městem comarky Gironès a oblasti zvané vegueria Girona. Díky dobře zachovalé historické části je Girona oblíbeným turistickým cílem. Město se nachází 99 km severovýchodně od Barcelony.

## Historie
Za vlády Římanů vedla v místech Girony důležité cesta, na obranu zde byla vybudována pevnost Gerunda. Od té doby se o město často sváděly dlouhé boje. Dvě století zde měli nadvládu Arabové. Šest století zde sídlila početná židovská komunita. Židovské ghetto Gironas je jedno z nejlépe dochovaných v Evropě a je velkou turistickou atrakcí. Během 18. st. byla Girona osmnáctkrát obléhána. Díky bohaté historii a různorodému obyvatelstvu v historickém středověkém městě najdeme různé styly od římského klasicismu po secesi.
V roce 2016 bylo město vyznamenáno Evropskou cenou za významnou snahu o evropskou integraci.

## Město a památky
Většina města se rozkládá na západním břehu řeky Onyar. Staré město leží v severovýchodní části Girony, na úpatí kopce, na východním břehu řeky. Část starého města chrání středověké hradby. Na rozhraní starého a nového města leží jedno z největších náměstí v Gironě Plaça de Catalunya. Odtud pak vede severním směrem pěší zóna s řadou obchodů a restaurací Rambla de la Libertat do středu starého města, kde je katedrála.
- Katedrála, Catedral de Girona, gotická stavba ze 14. až 15. st., průčelí je z 18. st., gotická klenba v interiéru katedrály má šířku 22 m, je tak nejširší na světě. Věž katedrály Torre de Carlemany je románská, z 11. st., velmi ceněný je také ambit, rovněž románský. Ke katedrále vede barokní schodiště ze 17. st.
- Středověké hradby a věže
- Kostel Sant Feliu, gotický ze 14. st., fasáda je z 18. st.
- Kostel Sant Pere de Galligants, románský kostel z první pol. 12. st., od 19. st. zde sídlí Archeologické muzeum Katalánska
- Klášter Monestir de Sant Daniel, románská stavba z 11. st.
- Ulice Carrer de la Forca a čtvrť Call, židovská čtvrť
- Náměstí Plaça de la Independència, Plaça de la Constutició

Girona je také známá jako rodiště a působiště Nachmanida, jednoho z nejvlivnějších středověkých židovských učenců.

### Galerie

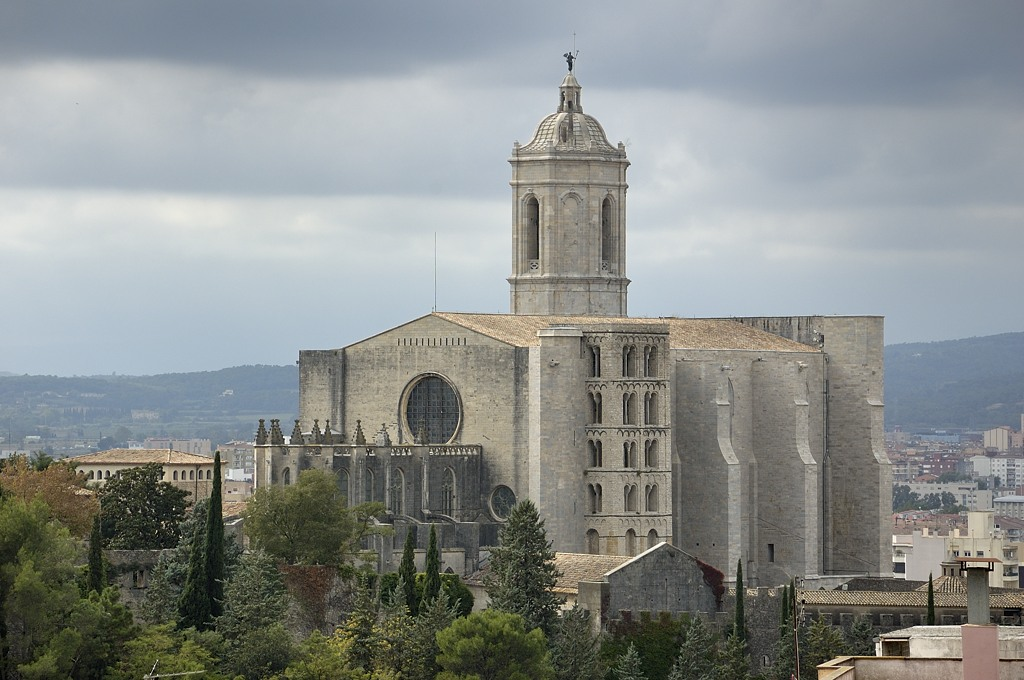
Catedral de Girona
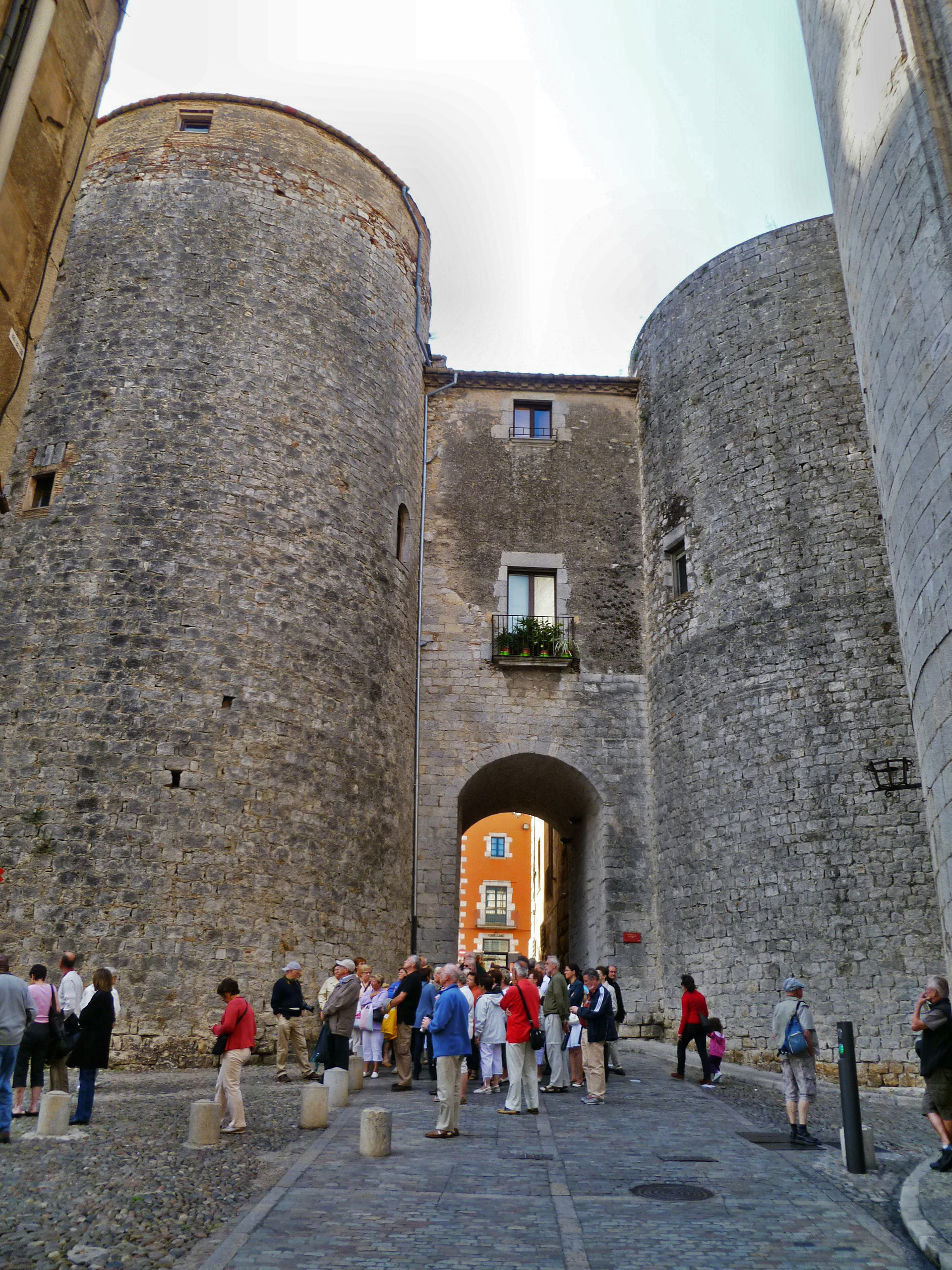
středověké hradby a věže
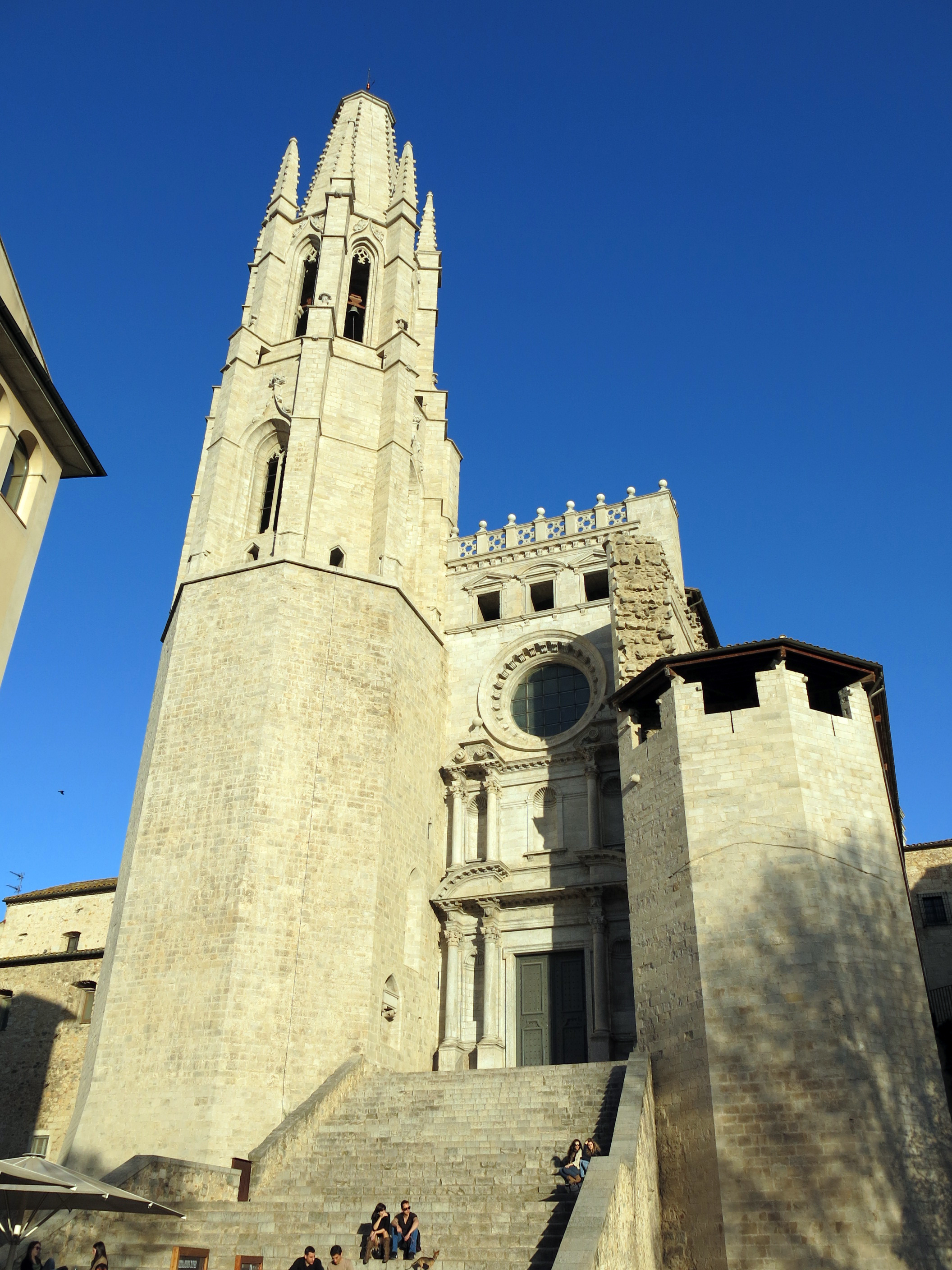
kostel Sant Feliu
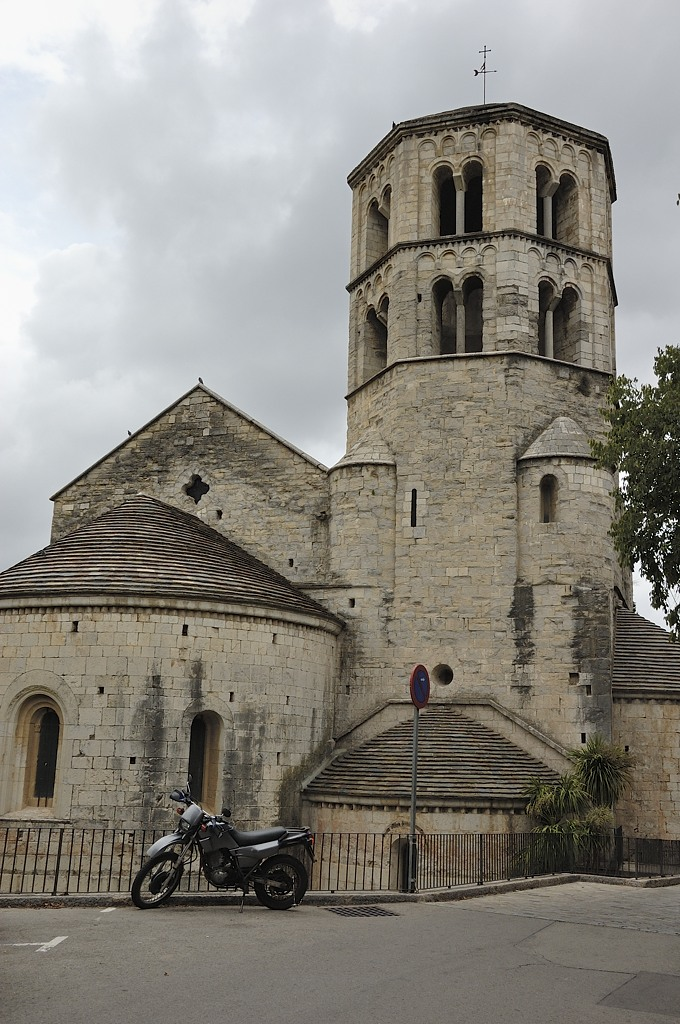
kostel Sant Pere de Galligants

## Sport
- Girona FC - La Liga

## Partnerská města
- Albi, Francie (1985)
- Bluefields, Nikaragua (1987)
- Farsia, Západní Sahara (1997)
- Nashville, Tennessee, USA
- Nueva Gerona, Kuba
- Perpignan, Francie (1988)
- Reggio Emilia, Itálie (1982)